# Buurt op stelten
Buurt op stelten is een Nederlands televisieprogramma op Talpa.
In dit televisieprogramma gaan twee gezinnen uit dezelfde wijk een strijd met elkaar aan op muzikaal gebied. De gezinnen krijgen twee dagen de tijd om een act neer te zetten, met hulp van professionals.
Na deze twee dagen moeten de twee gezinnen hun act vertonen aan de wijkbewoners, deze bepalen daarna overigens ook wie de winnaar wordt. Het gezin dat wint, krijgt een geldprijs van 5000 euro.